# Шимановиці (Сьредський повіт)
Шимановиці (пол. Szymanowice, нім. Schönbach) — село в Польщі, у гміні Костомлоти Сьредського повіту Нижньосілезького воєводства.
Населення — 99 осіб (2011).
У 1975-1998 роках село належало до Вроцлавського воєводства.

## Демографія
Демографічна структура станом на 31 березня 2011 року:
|          | Загалом | Допрацездатний вік | Працездатний вік | Постпрацездатний вік |
| -------- | ------- | ------------------ | ---------------- | -------------------- |
| Чоловіки | 52      | 7                  | 40               | 5                    |
| Жінки    | 47      | 4                  | 31               | 12                   |
| Разом    | 99      | 11                 | 71               | 17                   |